# François Barrois-Virnot
François Joseph Barrois, dit Barrois-Virnot, né le 22 mars 1759 à Lille (Flandre française) et décédé le 19 décembre 1848 à Lille (Nord), est un homme politique français.

## Biographie
Maire de Lille en 1830, membre puis président de la Chambre de commerce de Lille, Conseiller général du Nord par la suite, la présidence  de l'Assemblée départementale lui revint de 1831 à 1832.
Il est député du Nord  de 1830 à 1834, siégeant dans la majorité conservatrice soutenant les ministères de la monarchie de Juillet. 
Il fut l'un des principaux actionnaires-fondateurs de la Compagnie des chemins de fer du Nord.

## Distinctions
- Chevalier de la Légion d'honneur décret du 1 mai 1831[3].

## Sources
- « François Barrois-Virnot », dans Adolphe Robert et Gaston Cougny, Dictionnaire des parlementaires français, Edgar Bourloton, 1889-1891 [détail de l’édition]
- Le caducée et le carquois (correspondance du sieur Barrois et de sa femme), Henry-Louis Dubly, 1926.